# از عرش تا فرش یک پرنسس غرب میانه
از عرش تا فرش یک پرنسس غرب میانه (به انگلیسی: The Rise and Fall of a Midwest Princess) نخستین آلبوم استودیویی از خواننده-ترانه‌پرداز آمریکایی چپل رون می‌باشد که در ۲۲ سپتامبر سال ۲۰۲۳ از سوی امیوزمنت رکوردز منتشر گردید.